# Nasza bandera znaczy śmierć
Nasza bandera znaczy śmierć – komedia romantyczna, serial telewizyjny stworzony przez Davida Jenkinsa. Akcja serialu rozgrywa się na początku XVIII wieku, w Złotej Erze Piractwa, i opowiada o przygodach Pirata-Dżentelmena, Stede’a Bonneta (Rhys Darby) i jego załogi na pokładzie Zemsty (Revenge), gdy próbują wyrobić sobie sławę jako piraci i krzyżują ścieżki ze słynnym Czarnobrodym (Taika Waititi).
Pierwszy sezon serialu emitowany był przez HBO Max od 3 do 24 marca 2022 roku. Otrzymał pozytywne recenzje, w tym pochwały za reprezentację środowiska LGBTQ +. W czerwcu 2022 r. serial został przedłużony na drugi sezon, którego premiera nastąpiła 5 października 2023 r.
Drugi sezon zakończył się 26 października 2023 r. z ośmioma odcinkami.

## Fabuła
Serial jest bardzo luźno oparty na życiu Stede’a Bonneta: rozpieszczonego arystokraty, który porzuca życie pełne przywilejów, by zostać piratem.
Żeglując na pokładzie swojego statku, kapitan Bonnet i jego dysfunkcyjna załoga walczą o przetrwanie w obliczu śmiertelnych zagrożeń ze strony okrętów wojennych i innych krwiożerczych piratów. Podczas swoich nieszczęść załoga Zemsty spotyka osławionego kapitana Edwarda Teacha i jego załogę, w tym pierwszego oficera Izzy’ego Handsa.

## Obsada

### Główna
- Rhys Darby jako Stede Bonnet, zamożny właściciel ziemski z Barbadosu, który zmęczony dotychczasowym trybem życia i nieszczęśliwym małżeństwem porzuca rodzinę, aby rozpocząć pirackie życie, mimo że nie miał do tego predyspozycji. Po zakupie statku i zatrudnieniu załogi pragnie zyskać miano Pirata-Dżentelmena.
  - Theo Darby jako młody Stede Bonnet[4].
- Taika Waititi jako Edward „Ed” Teach / Czarnobrody, legendarny i budzący postrach kapitan piratów, który znudził się swoim życiem i karierą. Jest zafascynowany Bonnetem; pragnie go odszukać od kiedy usłyszał o nim od swojego pierwszego oficera, Izzy’ego.
  - Mateo Gallegos jako młody Edward Teach.
- Ewen Bremner jako Nathaniel Buttons, pierwszy oficer Zemsty, do którego Stede często zwraca się o radę; potrafi rozmawiać z mewami.
- Con O’Neill jako Israel „Izzy” Hands, bezwzględny pierwszy oficer Czarnobrodego.
- Joel Fry jako Frenchie, członek załogi Zemsty, który często śpiewa o ich przygodach.
- Samson Kayo jako Oluwande Boodhari, zrównoważony członek załogi Zemsty, który doradza Stede’owi i próbuje odciągnąć go od niebezpieczeństwa.
- Nathan Foad jako Lucius Spriggs, kronikarz Zemsty, którego zadaniem jest prowadzenie rejestru przygód, często pomaga Stede’owi uporać się ze swoimi uczuciami.
- Vico Ortiz jako Jim Jimenez (wcześniej znany jako Bonifacia Jimenez), utalentowany wojownik, za którego głowę wyznaczona jest nagroda. Z pomocą swojego przyjaciela Oluwande dołącza do załogi Zemsty w przebraniu i udaje niemowę.
  - Allyson Juliette jako młody Jim.
- Kristian Nairn jako Wee John Feeney, członek załogi Zemsty mający obsesję na punkcie ognia.
- Matthew Maher jako Black Pete, członek załogi Zemsty, który twierdzi, że współpracował z Czarnobrodym.
- Guz Khan jako Ivan, członek załogi Czarnobrodego, który dołącza do niego na pokładzie Zemsty .
- David Fane jako Fang, członek załogi Czarnobrodego, który dołącza do niego na pokładzie Zemsty .
- Rory Kinnear jako kapitan Nigel Badminton, kapitan brytyjskiej marynarki wojennej, który znęcał się nad Stede’em, gdy byli dziećmi. Kinnear gra także brata bliźniaka Nigela, admirała Chaunceya Badmintona.
- Nat Faxon jako Sweede, szwedzki członek załogi Zemsty, często nieświadomy tego, co się dzieje wokół niego.
- Samba Schutte jako Roach, kucharz i lekarz na pokładzie Zemsty.

### Wspierający
- Leslie Jones jako Hiszpańska Jackie, potężna i budząca postrach piratka, ma 19 mężów.
- Fred Armisen jako Geraldo, barman, jeden z mężów Jackie.
- Claudia O’Doherty jako Mary Bonnet, żona Stede’a.
- Boris McGiver jako ojciec Bonnet, znęcający się emocjonalnie ojciec Stede’a.
- Gary Farmer jako wódz Mabo, rdzenny przywódca, który obawia się kolonizatorów.
- Kristen Schaal jako Antoinette, francuska arystokratka i partnerka / siostra Gabriela.
- Nick Kroll jako Gabriel, francuski arystokrata i partner / brat Antoinette.
- Tim Heidecker jako Doug, instruktor malarstwa i kochanek Mary.
- Kristen Johnston jako wdowa Evelyn Higgins, przyjaciółka Mary.
- Yvonne Zima jako Fleur de Maguis, francuska arystokratka.
- Will Arnett jako Calico Jack, niedawno zdetronizowany kapitan piratów i były przyjaciel Czarnobrodego.
- Angus Sampson jako król Jerzy.
- Eden Grace Redfield jako Alma Bonnet, córka Stede’a i Mary.
- William Barber-Holler jako Louis Bonnet, syn Stede’a i Mary.
- Michael Patrick Crane jako oficer Wellington, członek brytyjskiej marynarki wojennej wzięty jako zakładnik przez załogę Stede’a.
- Connor Barrett jako oficer Hornberry, członek brytyjskiej marynarki wojennej wzięty jako zakładnik przez załogę Stede’a.
- Benton Jennings jako anglikański ksiądz, który przeprowadza ceremonię zaślubin Mary i Stede’a.
- Damien Gerard jako ojciec Czarnobrodego.
- Simone Kessell jako matka Czarnobrodego.
- Selenis Leyva jako „Nana”, zakonnica, która była opiekunką i mentorką Jima.
- Brian Gattas jako Siegfried, niemiecki książę.

## Odcinki
| Sezon | Odcinki | Oryginalna emisja   | Oryginalna emisja    |
| Sezon | Odcinki | Premiera sezonu     | Finał sezonu         |
| ----- | ------- | ------------------- | -------------------- |
| 1     | 10      | 3 marca 2022        | 24 marca 2022        |
| 2     | 8       | 5 października 2023 | 26 października 2023 |

### Sezon 1 (2022)
| Nr | #  | Tytuł                             | Polski tytuł                         | Reżyseria                                  | Scenariusz                           | Premiera      |
| --- | -- | --------------------------------- | ------------------------------------ | ------------------------------------------ | ------------------------------------ | ------------- |
| 1 | 1  | Pilot                             | Pilot                                | Taika Waititi                              | David Jenkins                        | 3 marca 2022  |
| Arystokrata, Stede Bonnet, postanowia poświęcić swoje życie poszukiwaniu przygód i zostaje kapitanem piratów. Teraz musi zrobić wszystko, aby okiełznać zbuntowaną załogę swojego statku Revenge.                                                         |    |                                   |                                      |                                            |                                      |               |
| 2 | 2  | A Damned Man                      | Przeklęty człowiek                   | Nacho Vigalondo                            | David Jenkins                        | 3 marca 2022  |
| Kiedy Revenge osiada na mieliźnie, Stede próbuje ukoić swoje wyrzuty sumienia, zachęcając swoich ludzi do traktowania sytuacji jako wakacji. Podczas poszukiwania zaginionych zakładników Stede, Oluwande i Black Pete spotykają nowe twarze.             |    |                                   |                                      |                                            |                                      |               |
| 3 | 3  | A Gentleman Pirate                | Pirat Dżentelmen                     | Nacho Vigalondo                            | David Jenkins                        | 3 marca 2022  |
| Stede próbuje sprzedawać się jako „pirat dżentelmen”, a jego ludzie wybierają się w podróż w nadziei na wykupienie pozostałych zakładników. W Republice Piratów, Oluwande martwi się, że ścieżki Jima schodzą się z Jackie.                               |    |                                   |                                      |                                            |                                      |               |
| 4 | 4  | Discomfort in a Married State     | Gdy małżeństwo uwiera                | Nacho Vigalondo                            | David Jenkins & Eliza Jiménez Cossio | 10 marca 2022 |
| Podczas gdy rozgorączkowany Stede wraca myślami do swojego małżeństwa, Czarnobrody przeżywa swój własny kryzys tożsamości. Jim cierpi z powodu nadmiernie ciekawskich pytań członków załogi.                                                              |    |                                   |                                      |                                            |                                      |               |
| 5 | 5  | The Best Revenge Is Dressing Well | Najlepsza zemsta: Szałowe ciuchy     | Fernando Frias                             | David Jenkins & John Mahone          | 10 marca 2022 |
| Kiedy Czarnobrody postanawia spróbować swoich sił w roli arystokraty, Stede, Oluwande i Frenchie przyjmują nową tożsamość, aby towarzyszyć mu na eleganckim przyjęciu.                                                                                    |    |                                   |                                      |                                            |                                      |               |
| 6 | 6  | Here Dragons Be                   | Sztuka rżnięcia                      | Fernando Frias                             | David Jenkins & Simone Nathan        | 10 marca 2022 |
| Zainspirowany mądrościami Czarnobrodego, Stede werbuje załogę Revenge, aby pomogła mu zastraszyć nadpływający statek handlowy. Po tym, jak Izzy konfrontuje Czarnobrodego z jego rosnącym przywiązaniem do Stede'a, ten stara się zrobić to, co powinien. |    |                                   |                                      |                                            |                                      |               |
| 7 | 7  | This Is Happening                 | To się dzieje                        | Fernando Frias                             | David Jenkins & Zayre Ferrer         | 17 marca 2022 |
| W obawie przed wybuchem szkorbutu załoga zatrzymuje się w St. Augustine, gdzie poszukiwanie cytrusów prowadzi do starcia z ważną postacią z przeszłości Jima.                                                                                             |    |                                   |                                      |                                            |                                      |               |
| 8 | 8  | We Gull Way Back                  | Kopę lat                             | Katie Ellwood & Amber Templemore-Finlayson | David Jenkins & Alyssa Lane          | 17 marca 2022 |
| Gdy stary kumpel Czarnobrodego składa wizytę na Revenge, Stede zaczyna czuć się jak trzecie koło u wozu. |    |                                   |                                      |                                            |                                      |               |
| 9 | 9  | Act of Grace                      | Akt łaski                            | Katie Ellwood & Amber Templemore-Finlayson | David Jenkins & Yvonne Zima          | 24 marca 2022 |
| Na łasce Chauncy'ego i Brytyjczyków Stede i Czarnobrody wyrzekają się swoich pirackich korzeni w desperackiej próbie ucieczki przed egzekucją. |    |                                   |                                      |                                            |                                      |               |
| 10 | 10 | Wherever You Go, There You Are    | Dokądkolwiek wyruszysz, tam będziesz | Andrew Deyoung                             | David Jenkins                        | 24 marca 2022 |
| Stede, po odkryciu, że jego rodzina przeniosła się pod jego nieobecność, postanawia naprawić sprawy ze swoją żoną Mary. |    |                                   |                                      |                                            |                                      |               |

### Sezon 2 (2023)
| Nr | # | Tytuł                           | Polski tytuł     | Reżyseria      | Scenariusz                                 | Premiera             |
| --- | - | ------------------------------- | ---------------- | -------------- | ------------------------------------------ | -------------------- |
| 11 | 1 | Impossible Birds                | Niemożliwe Ptaki | David Jenkins  | David Jenkins & Alyssa Lane & Alex Sherman | 5 października 2023  |
| Stede przyzwyczaja się do nowej rzeczywistości, a załamany Czarnobrody wypełnia pustkę codziennymi najazdami, wywołując niepokój w Izzy i załodze. |   |                                 |                  |                |                                            |                      |
| 12 | 2 | Red Flags                       | Czerwone Flagi   | David Jenkins  | Adam Stein                                 | 5 października 2023  |
| Na pokładzie statku Zhenga, Stede, Olu i Czarny Pete dokonują zaskakujących odkryć, podczas gdy załoga Czarnobrodego planuje zemstę.               |   |                                 |                  |                |                                            |                      |
| 13 | 3 | The Innkeeper                   | Oberżysta        | Andrew DeYoung | Alyssa Lane & Alex Sherman                 | 5 października 2023  |
| Kiedy Zheng niespodziewanie przejmuje kontrolę nad statkiem, zjednoczona załoga zaczyna planować ucieczkę.                                         |   |                                 |                  |                |                                            |                      |
| 14 | 4 | Fun and Games                   | Gry i Zabawy     | Andrew DeYoung | David Jenkins &Eliza Jiménez Cossio        | 12 października 2023 |
| Załoga jednogłośnie głosuje za wygnaniem Czarnobrodego, który spotyka na lądzie potyka starych, dysfunkcyjnych znajomych.                          |   |                                 |                  |                |                                            |                      |
| 15 | 5 | The Curse of the Seafaring Life | Klątwa Żeglarza  | Andrew DeYoung | John Mahone & Simone Nathan                | 12 października 2023 |
| Czarnobrody nadal boryka się z brakiem zaufania ze strony załogi statku – szczególnie ze strony zgorzkniałego Luciusa.                             |   |                                 |                  |                |                                            |                      |
| 16 | 6 | Calypso's Birthday              | Urodziny Kalipso | brak danych    | Zayre Ferrer                               | 19 października 2023 |
| Załoga statku urządza przyjęcie z okazji urodzin Kalipso… które wkrótce zostaje przerwane przez pirata szukającego zemsty.                         |   |                                 |                  |                |                                            |                      |
| 17 | 7 | Man on Fire                     | Człowiek w ogniu | Fernando Frias | Jes Tom &Natalie Torres                    | 19 października 2023 |
| Podczas wizyty w Republice Piratów Czarnobrody myśli o swojej przyszłości i analizuje związek z cieszącym się teraz złą sławą Stede’em.            |   |                                 |                  |                |                                            |                      |
| 18 | 8 | Mermen                          | Trytony          | Fernando Frias | David Jenkins & John Mahone                | 26 października 2023 |
| Po upadku Republiki Piratów, Stede i Zheng ścigają księcia Ricky'ego Barnesa, a załoga statku planuje ucieczkę z więzienia.                        |   |                                 |                  |                |                                            |                      |

## Produkcja
Twórca i showrunner David Jenkins do napisania serialu zainspirował się, gdy usłyszał historię Steda Bonneta od swojej żony, a następnie przeczytał jego artykuł w Wikipedii. Szczególnie interesowało go wypełnienie luk w życiu Bonneta, próba odnalezienia motywacji do porzucenia rodziny, a także zrozumienie, dlaczego Czarnobrody wziął go pod swoje skrzydła. Jenkins od samego początku chciał, by serial skupiał się na romantycznej relacji pomiędzy Bonnetem i Czarnobrodym.
Taika Waititi, który ma wspólnego menedżera z Jenkinsem, zaangażował się w projekt po tym, jak Jenkins opowiedział mu historię Stede’a Bonneta i zapytał, czy chce wziąć w nim udział. Garrett Basch dołączył jako producent wykonawczy po przeczytaniu scenariusza odcinka pilotażowego.
Pierwszy sezon serialu został zamówiony przez HBO Max we wrześniu 2020 r. z Jenkinsem, Baschem i Halsteadem jako producentami wykonawczymi oraz Waititim w roli zarówno producenta wykonawczego, jak i reżysera pierwszego odcinka. 1 czerwca 2022 roku serial został przedłużony na drugi sezon.

### Casting
Poszukiwanie aktora do roli Stede’a Bonneta rozpoczęło się wkrótce po zamówieniu serialu. Chociaż nazwisko Rhysa Darby’ego wspominano na początku procesu castingowego, dopiero po nieudanej rundzie przesłuchań i napisaniu większości scenariusza ponownie wzięto go pod uwagę. Jego casting został oficjalnie ogłoszony w styczniu 2021 roku.
Taika Waititi, który był już producentem wykonawczym i reżyserem, dołączył do obsady, aby zagrać Czarnobrodego cztery miesiące później, w kwietniu 2021 r.
W czerwcu do obsady dołączyli Nathan Foad, Kristian Nairn, Samson Kayo, Rory Kinnear, Vico Ortiz i Con O’Neill, a w lipcu David Fane, Ewen Bremner, Joel Fry, Guz Khan oraz Matthew Maher. Leslie Jones, Nat Faxon, Fred Armisen i Samba Schutte zostali obsadzeni w sierpniu tego samego roku.

### Zdjęcia
Zdjęcia do pierwszego sezonu trwały od 14 czerwca do 28 września 2021 r.
Zdjęcia do drugiego sezonu serialu rozpoczęły się 25 września 2022 roku w Nowej Zelandii, a zakończyły się 13 grudnia 2022 r.

### Muzyka
Oryginalną ścieżkę dźwiękową do serialu skomponował Mark Mothersbaugh. Album został wydany 6 maja 2022 roku przez WaterTower Music.

## Premiera
Pierwszy sezon Nasza bandera znaczy śmierć miał premierę w HBO Max 3 marca 2022 r. 2-3 cotygodniowe odcinki były wypuszczane do 24 marca 2022 r.
30 sierpnia 2023 r. HBO Max opublikował zwiastun drugiego sezonu serialu i ogłosił, że premiera pierwszych 3 odcinków przypadnie na 5 października 2023 r. a zakończenie na 26 października 2023 r.

## Przyjęcie
Analiza sporządzonej na koniec roku przez Metacritic kompilacji 122 list 10 najlepszych krytyków telewizyjnych wykazała, że uznali oni Nasza bandera znaczy śmierć za jeden z „najlepszych programów telewizyjnych” 2022 roku. Serial pojawił się na listach „najlepszych roku 2022” sporządzonych przez krytyków rozrywki, w tym IndieWire, Entertainment Weekly,The AV Club, Mashable, Polygon, Forbes, The Los Angeles Times i The Atlantic.
Nazwane przez Vanity Fair „oddechiem ulgi słyszanym w Internecie” wznowienie serialu było bardzo wyczekiwane zarówno przez krytyków, jak i publiczność. Rotten Tomatoes umieściło drugi sezon wśród najbardziej oczekiwanych programów telewizyjnych 2023 roku. 
Serial zyskał uznanie za reprezentację środowiska LGBTQ+, na którą składają się trzy związki queerowe, z których jeden obejmuje postać niebinarną (Jim Jimenez). Krytycy chwalili serial za obalenie powszechnego tropu queerbaitingu poprzez wyraźne ujawnienie relacji Bonneta i Teacha jako „czegoś więcej niż przyjaźń” przed końcem sezonu.
Krytycy pochwalili także serial za skupienie się na doświadczeniach osób o różnych kolorach skóry. Chicago Tribune pochwaliło serial za to, że nie stroni od poruszania kwestii rasizmu i kolonializmu, ale skrytykował decyzję scenarzystów o pominięciu historycznej przeszłości Bonneta jako właściciela niewolników.

### Oglądalność
Serial zyskał powszechne uznanie i plasuje się w pierwszej piątce najczęściej oglądanych premier seriali komediowych Max Original. Zainteresowanie widzów serialem wzrosło ponad trzykrotnie w ciągu trzech tygodni między premierą a finałem pierwszego sezonu. 
Nasza bandera znaczy śmierć był piątym najchętniej wyszukiwanym serialem w HBO Max i drugim najchętniej wyszukiwanym serialem wśród młodzieży w 2022 r.
Sukces serialu przypisuje się  aktywnemu fandomowi internetowemu, który nieustannie zwiększa jego oglądalność. Rosnący wzrost popularności programu dzięki marketingowi szeptanemu porównuje się do sukcesu Teda Lasso.

### Walka o trzeci sezon
Chociaż HBO Max anulowało produkcję, fani postanowili wziąć sprawy we własne ręce i doprowadzić do powstania sezonu trzeciego. Utworzono kampanię mającą na celu zachęcenie innych platform do odkupienia serialu. W styczniu 2024 roku fani opłacili bilbord na Times Square, reklamę powietrzną oraz wiele innych reklam nawołujących do uratowania serii, oraz zachęcających do podpisania petycji. Sam David Jenkins wyraził gotowość do podjęcia współpracy z inną platformą.